# Erzbistum Breslau
Das Erzbistum Breslau (polnisch Archidiecezja wrocławska, lateinisch Archidioecesis Vratislaviensis) ist eine Metropolitan-Erzdiözese der Römisch-katholischen Kirche in Polen mit Sitz in Breslau.

## Geschichte

### Mittelalter
Das Bistum Breslau wurde auf Initiative des polnischen Herzogs und späteren Königs Bolesław I. Chrobry am 15. März 1000 im Akt von Gnesen als Suffragandiözese des zeitgleich errichteten polnischen Erzbistums Gnesen durch Kaiser Otto III. in Absprache mit Papst Silvester II. gegründet. Es umfasste die kurze Zeit der davor durch Boleslaw I. eroberten Gebiete des damals polnischen Herzogtums Schlesien. Bischof Thietmar von Merseburg berichtet, der erste Breslauer Bischof sei Johannes gewesen. Eine lückenlose Liste der Bischöfe ist erst ab dem Jahr 1051 nachweisbar.
Die Angaben des Chronisten Peter von Pitschen, der in seiner zwischen 1382 und 1385 entstandenen Chronica principum Poloniae das erste schlesische Bistum in Smogorzów (Schmograu) bei Namysłów (Namslau) ansiedelt und als dessen Gründungszeitpunkt das Jahr 965 angibt, sind inzwischen widerlegt. Auch die von ihm benannten Bischöfe Gottfried (966–983), Urbanus (983–1005), Clemens (1005–1027), Lucillus (1027–1036), Leonhard (1036–1045) und Timotheus (1045–1051) sind nicht belegbar. Eine nachweisliche Überlieferung setzt erst wieder mit dem Bischof Hieronymus Romanus (1046–1062) ein.
Mit dem vorübergehenden Niedergang des polnischen Piastenreiches kam es in den Jahren 1037 und 1038 zu einem heidnischen Aufstand in Schlesien, in dessen Folge der Bischof aus Breslau floh. In dieser Phase der Einflusslosigkeit bot der abgelegene Ort Smogorzów wahrscheinlich einen gewissen Schutz. Während der böhmischen Besetzung Schlesiens wählte der Bischof 1041 die Burg Ryczyn (Ritschen) zum Sitz. Bischof Hieronymus wurde 1051 durch Herzog Kasimir I. von Polen wieder in Breslau als Bischof eingesetzt, nachdem durch Aufstand und Krieg sämtliche kirchlichen Strukturen ausgelöscht worden waren. Dies führte vermutlich auch zu der Legendenbildung vom ersten Bischofssitz in Schmograu, die Jan Długosz in der Mitte des 15. Jahrhunderts in seinen Annales seu Cronicae incliti Regni Poloniae noch weiterführte.
Die Existenz eines Domkapitels („zum hl. Johannes“) in Breslau ist seit dem Jahre 1100 belegt. 1155 wurde das Bistum durch Papst Hadrian IV. mit seinen damaligen Grenzen bestätigt.

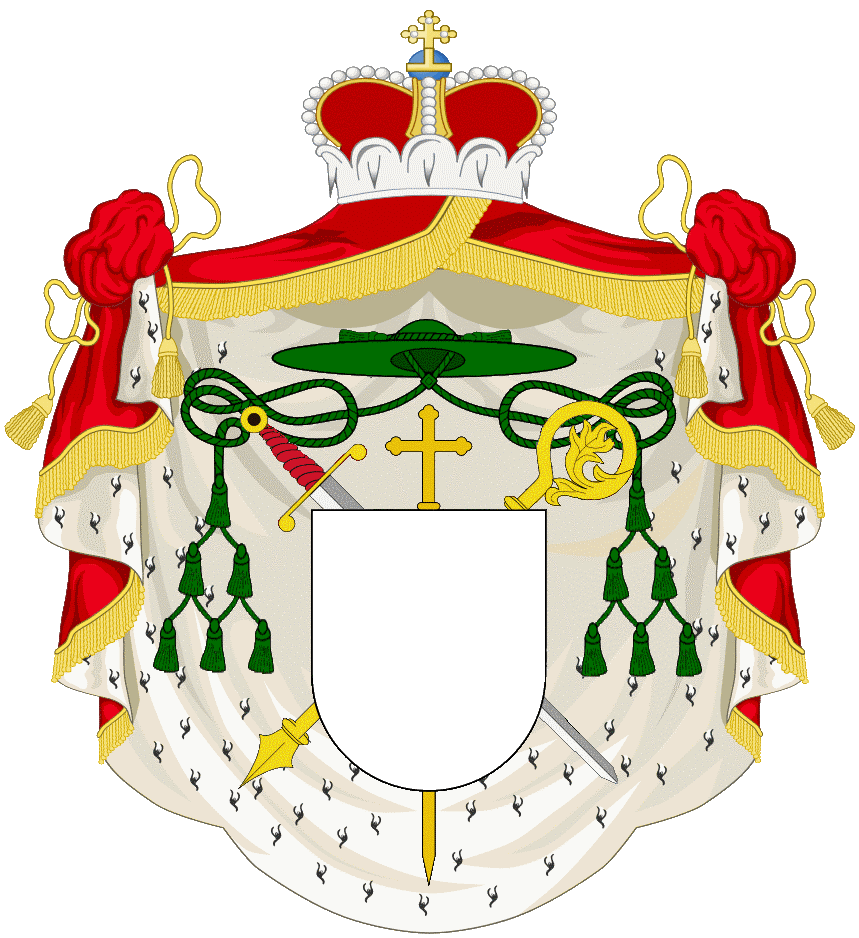
Wappen eines Fürstbischofs mit fürstlichen und bischöflichen heraldischen Würdezeichen

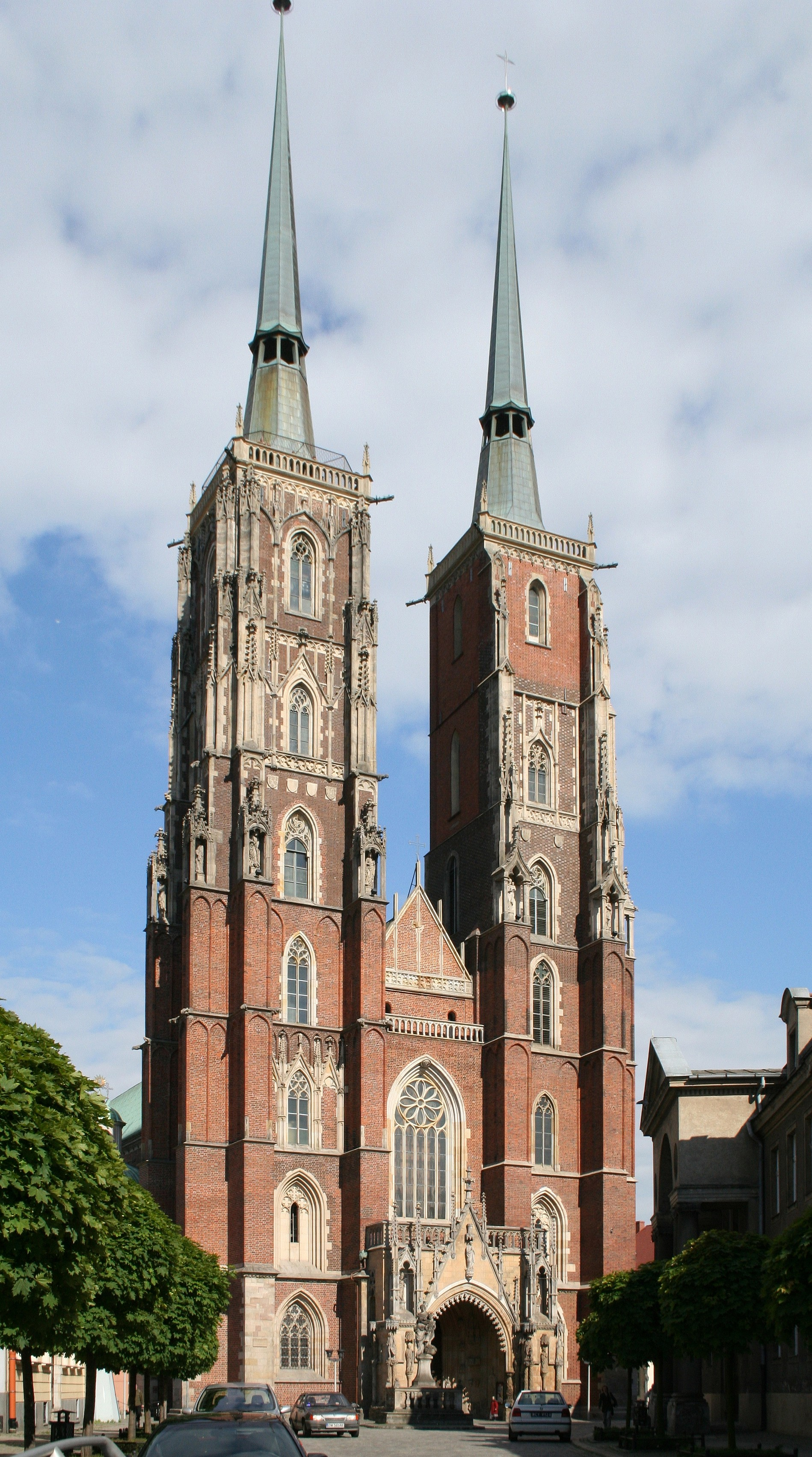
Domkirche

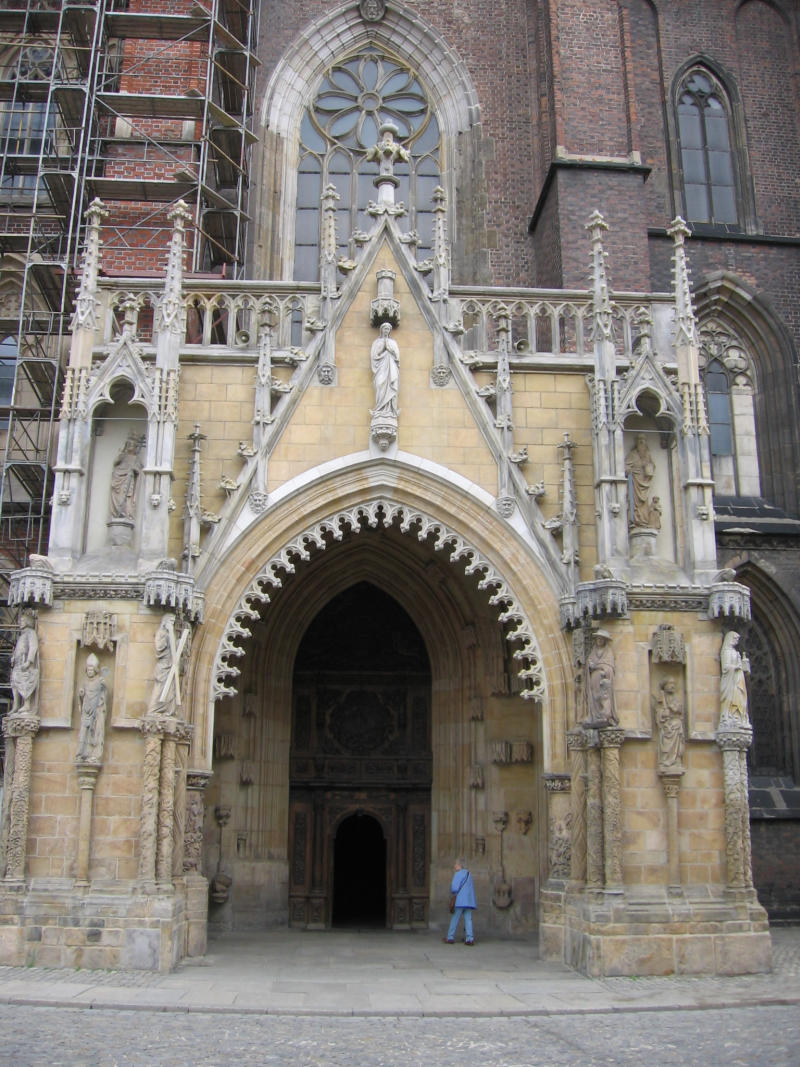
Hauptportal der Domkirche

Im Zuge der deutschen Ostsiedlung wurden zahlreiche Kirchen gebaut und Pfarreien errichtet. Bis zum Jahre 1200 sind lediglich 24 Kirchorte in Schlesien bekannt; 1270 waren es 146 und im Jahre 1300 bereits 311. Wie im Heiligen Römischen Reich entstanden auch in Polen Konflikte zwischen den weltlichen Herrschern und der Kirche, die im 13. Jahrhundert eskalierten. Als der schlesische Herzog Heinrich I. Siedler aus den deutschen Ländern von der Zehntenpflicht befreite, protestierte der aus dem polnischen Adel stammende Breslauer Bischof Thomas I. dagegen und verlangte überdies die Immunität der Kirche gegenüber der weltlichen Gerichtsbarkeit. Der Herzog gab nicht nach, der Bischof exkommunizierte ihn 1237. In einem Streit um den Beginn der Fastenzeit exkommunizierte Thomas I. sogar sämtliche Neusiedler, die aus den deutschen Ländern gekommen waren, musste aber letztlich nachgeben.
Der Streit um deutsche Siedler im damals zu Polen gehörenden Schlesien erreichte Anfang des 14. Jahrhunderts seinen Höhepunkt, nachdem Heinrich von Würben zum Bischof von Breslau geweiht worden war. Dieser trat für den Anschluss Schlesiens an das Königreich Böhmen ein, das zum Verband des Deutschen Reichs gehörte, der König von Böhmen war einer der sieben deutschen Kurfürsten. Heinrich von Würben geriet damit in Konflikt mit dem Gnesener Erzbischof Jakub Świnka, dem er unterstand. Świnka verhängte den Kirchenbann über Breslau. Als sich überdies der von deutschen Patrizier dominierte Breslauer Stadtrat weigerte, den Peterspfennig an Rom abzuführen, wurde die gesamte Diözese exkommuniziert. Doch nach beträchtlichen Geldzahlungen hob Papst Clemens V. alle Kirchenstrafen auf.
Im Laufe der Zeit erlangten die Bischöfe von Breslau die weltliche Macht über die Kastellanei Ottmachau. Dem auf diesem Gebiet entstandenen Fürstentum Neisse gewährte der Breslauer Herzog Heinrich IV. kurz vor seinem Tod 1290 das Privileg der Landeshoheit, wodurch die Breslauer Bischöfe nun als „Fürstbischof“ titulierten.
Die Amtszeit des Bischofs Preczlaw von Pogarell wird als das „goldene Bistum“ bezeichnet. Er stellte das Land nach seinem Amtsantritt unter die Oberlehnshoheit der Krone Böhmen und erwarb 1344 Stadt und Weichbild Grottkau, das er mit dem Fürstentum Neisse vereinte. Danach verwendeten die jeweiligen Breslauer Bischöfe den Titel „Fürst von Neisse und Herzog von Grottkau“. Zur Sicherung seines Landes, und um das Entstehen von Raubnestern zu verhindern, erwarb Preczlaw mehrere Burgen in den Gebirgszügen an der Grenze zu Böhmen und ließ sie ausbauen. Er führte das kirchliche Leben zu einer Blütezeit. Während seiner Amtszeit wurde der damalige Breslauer Dom fertiggestellt.
Konrad von Oels war im Jahre 1422 der erste Bischof, der gleichzeitig zum Oberlandeshauptmann von Schlesien ernannt wurde.

### Reformation und Gegenreformation
Der Ausbruch der Hussitenkriege und die Reformation beendeten die mittelalterliche Blütezeit des Bistums. Das religiöse Leben kam fast völlig zum Erliegen. Nachdem ab 1526 die Habsburger als Könige von Böhmen folgten, bedeutete das auch für Schlesien eine Rückkehr zum Katholizismus. Die Einflussnahme der böhmischen Könige auf die Besetzung des Bischofsstuhls war groß, im Gegenzug übten nun fast alle Fürstbischöfe auch das Amt des Oberlandeshauptmanns aus.

### Preußen
Nachdem Preußen im Ersten Schlesischen Krieg 1742 den größten Teil Schlesiens erobert hatte, erstreckte sich das Bistum über zwei Länder. Der Großteil war preußisch geworden, ein Zehntel des Bistums verblieb bei der Krone Böhmen und wurde als Österreichisch-Schlesien bezeichnet. Ab 1919 war es Bestandteil der neu gegründeten Tschechoslowakei, teils auch Polens.
Im Zuge der Säkularisation hob Preußen 1810 sämtliche landesherrlichen Rechte und den Grundbesitz des Bistums auf. Letzter Fürstbischof war der von 1795 bis 1817 als Bischof amtierende Joseph Fürst von Hohenlohe-Waldenburg-Bartenstein. Den Fürstbischöfen verblieben nur die reichen Besitztümer in Österreichisch Schlesien, die vom Sommersitz der Bischöfe, dem Schloss Johannesberg in Jauernig verwaltet wurden. Nach dem Februarumsturz 1948 wurden auch diese durch den nun kommunistischen tschechoslowakischen Staat konfisziert.
Die Grenzen des Bistums wurden seit dem Übergang an Preußen mehrfach den Veränderungen der politischen Grenzen angepasst. 1821 wurde mit der Bulle De salute animarum das Suffraganbistum Breslau von Papst Pius VII. aus der polnischen Kirchenprovinz Gnesen herausgelöst und direkt dem Heiligen Stuhl unterstellt. Zugleich wurden die Provinzen Brandenburg (mit Berlin, aber ohne die Niederlausitz, die direkt zum Fürstbistum gehörte) und Pommern (ohne die Kreise Bütow und Lauenburg i.P.) als „Fürstbischöfliche Delegatur“ unter das Bistum Breslau.
Breslaus erste Diözesankonferenz wurde mit 150 teilnehmenden Priestern im September 1854 unter Leitung des im Oktober 1853 ernannten Fürstbischofs Heinrich Förster abgehalten. Nach der Absetzung Försters durch den preußischen Gerichtshof für kirchliche Angelegenheiten am 6. Oktober 1875 wurde der Regierungsrat von Schuckmann als Staatskommissar für die Verwaltung des Bistumsvermögens eingesetzt. Gemäß einem Sperrgesetz wurde nur noch ein Drittel des vorherigen Etats ausgezahlt, freiwerdende Stellen konnten nicht mehr besetzt werden, wodurch im Bistum ein seelsorgerischer Notstand entstand.
Durch die Angliederung von Teilen Oberschlesiens im Jahre 1922 an Polen, wo im gleichen Jahr das oberschlesische Bistum Kattowitz errichtet wurde, verlor das Bistum Breslau bedeutende Gebiete.
Am 13. August 1930 wurde das Bistum Breslau – vermutlich als Ausgleich für die Gebietsverluste von 1922 – zum Erzbistum der Kirchenprovinz Breslau (inoffiziell auch „Ostdeutsche Kirchenprovinz“ genannt) erhoben, zu der als Suffragane die im gleichen Zuge zum Bistum Berlin erhobene „Fürstbischöfliche Delegatur Brandenburg-Pommern“, das vordem exempte Bistum Ermland und die neu gebildete Freie Prälatur Schneidemühl gehörten.

### Nach 1945
Nach dem Tode des Erzbischofs Adolf Bertram am 6. Juli 1945 wählte das Breslauer Domkapitel am 16. Juli den Domdechanten Ferdinand Piontek zum Kapitularvikar. Am 12. August 1945 veranlasste der Primas von Polen, August Kardinal Hlond, Piontek unter Berufung auf Hlond vorgeblich übertragene päpstliche Vollmachten zum Verzicht auf die nunmehr unter polnischer Verwaltung befindlichen Teile des Erzbistums. Gleichzeitig teilte Hlond diesen Kirchenprovinzanteil in vier Apostolischen Administraturen und ernannte bereits am 15. August 1945 deren Apostolische Administratoren:
- Karol Milik für Breslau, zuständig für die östlich der Oder-Neiße-Grenze gelegenen Teile des Gebiets des Erzbistums Breslau und des exemtes Bistums Meißen, sowie für das Generalvikariat Glatz des Erzbistums Prag
- Bolesław Kominek für Oppeln, zuständig für das oberschlesische Teilgebiet des Erzbistums Breslau, sowie für das Generalvikariat Branitz des Erzbistums Olmütz
- Edmund Nowicki für Gorzów Wielkopolski (Landsberg an der Warthe), zuständig für den Anteil des Gebiets des Bistums Berlin östlich der Oder-Neiße-Grenze, sowie für die Prälatur Schneidemühl.
- Teodor Bensch für Olsztyn (Allenstein), zuständig für das Gebiet des Bistums Ermland

Ein fünfter Administrator, Andrzej Wronka, wurde für das exempte Bistum Danzig ernannt.
Die Administratoren wurden mit Wirkung vom 1. September 1945 in ihr Amt eingesetzt. Wie sich später herausstellen sollte, bezogen sich Hlonds Sondervollmachten nicht auf die ehemals deutschen Diözesen, so dass sie keine kirchenrechtliche Grundlage hatten. Den bei Deutschland verbliebenen Restteil des Erzbistums westlich der Oder-Neiße-Grenze verwaltete ab 1947 Ferdinand Piontek von Görlitz aus. Für das in der Tschechoslowakei liegende Gebiet des Erzbistums Breslau wurde 1947 František Onderek als Apostolischer Administrator von Český Těšín (Teschen) ernannt.
Der Gebrauch des Titels „Fürst(erz)bischof“ sowie die Verwendung der damit verbundenen weltlichen Würdezeichen (wie Fürstenhut und -mantel) wurde 1951 durch Papst Pius XII. auch formell abgeschafft. Ebenfalls 1951 wurde den vier Administratoren die weitere Amtsführung durch die kommunistischen Machthaber verboten. Sie wurden von dem verwalteten Amt abberufen und erhielten ein Aufenthaltsverbot für ihre bisherigen Residenzen. Nach dem Tod von Bolesław Bierut und der vorübergehenden politischen und religiösen Liberalisierung durch Parteichef Władysław Gomułka durfte 1956 Bolesław Kominek als Weihbischof und Kapitularvikar nach Breslau zurückkehren.
Nach der Ratifizierung des deutsch-polnischen Vertrages verfügte Papst Paul VI. mit den Apostolischen Konstitutionen „Episcoporum Poloniae coetus“ und „Vratislaviensis - Berolinensis et aliarium“ vom 28. Juni 1972 die kirchenrechtliche Neugliederung der ehemals deutschen Diözesen:
- Das in der DDR gelegene erzbischöfliche Gebiet wurde separat verwaltet und faktisch aus dem Erzbistum Breslau abgetrennt als exemte Apostolische Administratur Görlitz, die 1994 zum Bistum Görlitz erhoben und rechtlich aus dem Erzbistum Breslau ausgegliedert wurde
- Das Bistum Berlin wurde aus der Kirchenprovinz Breslau ausgegliedert und exemt.
- Die Prälatur Schneidemühl wurde zu Gunsten der Bistümer Köslin-Kolberg, Landsberg und Kulm aufgelöst.
- Aus den von Kardinal Hlond 1945 gebildeten Apostolischen Administraturen wurden 1972 neugebildet oder reorganisiert:
  - das Erzbistum Breslau mit den neuen Suffraganen Bistum Opole und Bistum Zielona Góra-Gorzów;
  - die neuen Bistümer Szczecin-Kamień und Koszalin-Kołobrzeg sowie das zuvor exemte Bistum Danzig, wurden als Suffragane des Erzbistums Gnesen zugeordnet.
  - Das Bistum Ermland wurde Suffragan des Erzbistums Warschau
- Das Gebiet des Generalvikariats Glatz des Erzbistums Prag, sowie das Gebiet des Bistums Meißen östlich der Oder-Neiße-Grenze, wurden ebenfalls 1972 dem Erzbistum Breslau angegliedert.
- Das Gebiet des Generalvikariats Branitz des Erzbistums Olmütz wurde ebenfalls 1972 dem neuen Bistum Oppeln angegliedert.
- Gleichzeitig wurde Weihbischof Bolesław Kominek zum ersten Breslauer Erzbischof nach dem Zweiten Weltkrieg ernannt und wenig später zum Kardinal erhoben.

Der in der Tschechoslowakei liegende Teil des Erzbistums Breslau (Mährisch-Schlesien) wurde 1978 an das Erzbistum Olmütz abgetreten und 1996 wiederum als dessen Suffraganbistum Ostrau-Troppau ausgegliedert.
Eine weitere Umstrukturierung der schlesischen Bistümer erfolgte durch die Schaffung der Bistümer in Legnica und Gliwice in 1992 sowie Świdnica in 2004.

## Selige und Heilige des Erzbistums Breslau

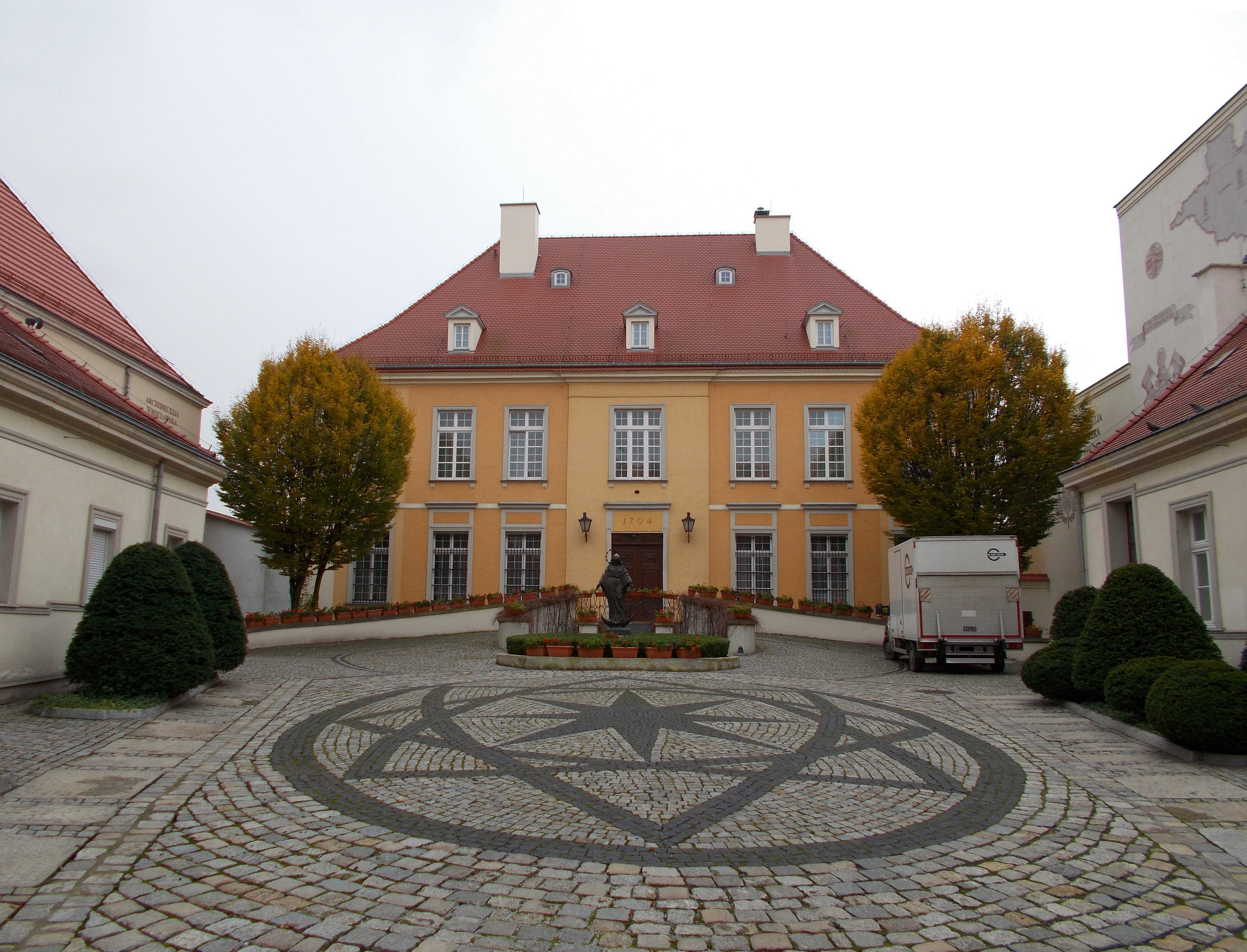
Residenz des Erzbischofs

- Ceslaus von Breslau (bł. Czesław Odrowąż) (1184–1242), Dominikanerpater
- Hedwig von Andechs (św. Jadwiga Śląska) (* 1174, † 1243), Herzogin von Schlesien
- Edith Stein (* 1891 in Breslau, ermordet 1942 im KZ Auschwitz), katholische Nonne jüdischer Herkunft